# Sweet Charlie Babe
Sweet Charlie Babe es el primer álbum de estudio de la cantante estadounidense Jackie Moore. Fue publicado en diciembre de 1973 a través de Atlantic Records.

## Recepción de la crítica
Un escritor no especificado de la revista Cash Box declaró: “El LP que sigue al sencillo del mismo nombre de Jackie es tan encantador como la encantadora cantante. Lleno de una colección maravillosa, hecha a medida para su voz persuasiva, el álbum salta con el encanto y el aplomo de la dama que la resulta muy útil en la canción de Hurtt & Bell «Clean Up Your Own Yard», así como en la de Holland–Dozier–Holland, «Darling Baby». Jackie es una dama con clase y es genial verla con una colección tan bien ejecutada y tan brillantemente representativa para aumentar su creciente popularidad en su apariencia personal. Su brío y brillo son muy evidentes en «If»”. Robert Christgau, escribiendo para Creem, comentó: “En el escenario, la vestimenta, el comportamiento y la entrega de esta mujer comunican una dureza callejera que es más valiente e imaginativa que la dureza del espectáculo de Tina Turner o Laura Lee. Sin embargo, en el álbum, ella se mantiene como una mamá más divertida que el promedio”. Un escritor no especificado de la revista Billboard escribió: “La vocalista es bastante creíble en sus canciones de esperanza y aspiración. [...] Su voz está muy por delante de todos los instrumentos que suenan como si hubieran sido grabados para cualquier vocalista”.

## Lista de canciones
| Lado uno |                          |                                           |          |  |
| N.º      | Título                   | Escritor(es)                              | Duración |  |
| 1.       | «Sweet Charlie Babe»     | Phil Hurtt Bunny Sigler                   | 2:38     |  |
| 2.       | «Clean Up Your Own Yard» | Hurtt Anthony Bell                        | 4:10     |  |
| 3.       | «If»                     | Hurtt Sigler                              | 3:30     |  |
| 4.       | «Darling Baby»           | Brian Holland Lamont Dozier Eddie Holland | 2:42     |  |
| 5.       | «Cover Me»               | Marlin Greene Eddie Hinton                | 2:44     |  |

| Lado dos |                                |                        |          |  |
| N.º      | Título                         | Escritor(es)           | Duración |  |
| 1.       | «Both Ends Against the Middle» | Hurtt Bell             | 2:25     |  |
| 2.       | «Time»                         | Dave Crawford          | 3:27     |  |
| 3.       | «Precious, Precious»           | Crawford Jackie Moore  | 3:25     |  |
| 4.       | «Willpower»                    | Crawford               | 2:54     |  |
| 5.       | «Something in a Look»          | Crawford Willie Martin | 3:10     |  |

## Créditos y personal
Créditos adaptados desde las notas de álbum de Sweet Charlie Babe.
| Lado uno 1. «Sweet Charlie Babe» - Norman Harris, Tony Bell, Bobby Eli – guitarra - Bunny Sigler, James Sigler, Cotton Kent – teclados - Bob Babbit, Ronnie Baker – bajo eléctrico - Earl Young, Andrew Smith – batería - Larry Washington – percusión - Don Renaldo & The Philadelphia – cuerdas, trompa 2. «Clean Up Your Own Yard» - Norman Harris, Tony Bell, Bobby Eli – guitarra - Bunny Sigler, James Sigler, Cotton Kent – teclados - Bob Babbit, Ronnie Baker – bajo eléctrico - Earl Young, Andrew Smith – batería - Larry Washington – percusión - Don Renaldo & The Philadelphia – cuerdas, trompa 3. «If» - Norman Harris, Tony Bell, Bobby Eli – guitarra - Bunny Sigler, James Sigler, Cotton Kent – teclados - Bob Babbit, Ronnie Baker – bajo eléctrico - Earl Young, Andrew Smith – batería - Larry Washington – percusión - Don Renaldo & The Philadelphia – cuerdas, trompa 4. «Darling Baby» - Jerry Puckett – guitarra - Wardell Quezergue, Dave Crawford – teclados - Vernie Robbins – bajo eléctrico - James Stroud – batería - Brad Shapiro – percusión - Booker Walker, James Mullen – saxofón tenor - Hugh Garraway – saxofón barítono - Phares Corder, Charles Wicker – trompeta - Edwin Butler – trombón 5. «Cover Me» - Jimmy O'Rourke, Cornell Dupree – guitarra - Dave Crawford – piano - Billy Carter – órgano - Harold Cowart – bajo eléctrico - Ron Zeigler – batería - Andrew Love, Wayne Jackson and the Memphis – trompa | Lado dos 1. «Both Ends Against the Middle» - Norman Harris, Tony Bell, Bobby Eli – guitarra - Bunny Sigler, James Sigler, Cotton Kent – teclados - Bob Babbit, Ronnie Baker – bajo eléctrico - Earl Young, Andrew Smith – batería - Larry Washington – percusión - Don Renaldo & The Philadelphia – cuerdas, trompa 2. «Time» - Ray Minett, Dennis Coffee – guitarra - Mac Rebennack, Dave Crawford, Michael Utley – teclados - Jesse Boyce – bajo eléctrico - Freeman Brown – batería - Brad Shapiro, Jack Ashford – percusión - Andrew Love, Wayne Jackson and the Memphis – trompa 3. «Precious, Precious» - Jimmy O'Rourke, Cornell Dupree – guitarra - Dave Crawford – piano - Billy Carter – órgano - Harold Cowart – bajo eléctrico - Ron Zeigler – batería - Andrew Love, Wayne Jackson and the Memphis – trompa 4. «Willpower» - Jimmy O'Rourke, Cornell Dupree – guitarra - Dave Crawford – piano - Billy Carter – órgano - Harold Cowart – bajo eléctrico - Ron Zeigler – batería - Andrew Love, Wayne Jackson and the Memphis – trompa 5. «Something in a Look» - Ray Minett, Dennis Coffee – guitarra - Dave Crawford, Michael Utley – teclados - Jesse Boyce – bajo eléctrico - Freeman Brown – batería - Jack Ashford – percusión - Andrew Love, Wayne Jackson and the Memphis – trompa |

Personal técnico
- The Young Professionals – productor (1–3, 6,)
- Dave Crawford – productor (4, 5, 7–10)
- Brad Shapiro – productor (4, 5, 7, 10)
- Carl Parulo – ingeniero de audio (1-3, 6)
- Tommy Couch – ingeniero de audio (4)
- Ron Albert – ingeniero de audio (5, 7–10)
- Richard Rome – arreglos (1)
- Tony Bell – arreglos (2, 6)
- Ronnie Baker – arreglos (3)
- John Manning – fotografía
- Loring Eutemey – diseño de portada
- Helen Pieniek – diseño de contraportada

## Posicionamiento
| Gráfica (1974)                      | Pico de posición |
| ----------------------------------- | ---------------- |
| Estados Unidos (Billboard Soul LPs) | 45               |